# Фёдоровское (Волоколамский район)
Фёдоровское — село в Волоколамском городском округе Московской области России. До мая 2019 года относилось к Ярополецкому сельскому поселению, до реформы 2006 года - к Ярополецкому сельскому округу.

## Расположение
Село Фёдоровское расположено рядом с автодорогой Р107 Клин — Лотошино, примерно в 15 км к северу-западу от города Волоколамска, на левом берегу реки Колпяны (бассейн Иваньковского водохранилища).

## Население
| 1852 | 2002 | 2006 | 2010 | 2013 | 2014 | 2015 |
| ---- | ---- | ---- | ---- | ---- | ---- | ---- |
| 32   | ↘0   | →0   | ↗9   | ↘6   | →6   | →6   |
| 2016 |      |      |      |      |      |      |
| →6   |      |      |      |      |      |      |

## История
Одно из первых упоминаний о селе Фёдоровское относится к 1634 году. Согласно грамоте «…царя и великого князя Михаила Фёдоровича в Волоцкий уезд, наших дворцовых сёл приказчику Матвею Лукину» «село Фёдоровское с селоми продано окольничему Василию Ивановичу Стрешневу. В селе четыре крестьянских двора. Цена: за четверть пашни по полтине, да пошлин 3 руб., 2 алт., 3 денги, то есть с рубля по 6 денег. Всего 105 руб., 19 алт., 3 денги».
Село Фёдоровское упоминается в историческом памятнике «История десятилетней шведско-московитской войны», написанном Юханом Видекиндом. В ней указывается, что в течение марта 1612 года в селе Фёдоровском, что близ Волоколамска, лагерем стоял Ян Кароль Ходкевич. В седьмой книге Ю. Видекинда упоминается, что из этого села Ходкевич писал письмо к Якобу Делагарди и пытался пригласить его «на службу к светлейшему государю … Сигизмунду III».
Василий Иванович Стрешнев (1601—1655) был дипломатом и являлся родственником царицы Евдокии Лукьяновны. К этому времени в селе уже был свой храм. В 1658 году село было продано князю Степану Никитичу Шаховскому. В 1708 году его наследник, князь Алексей Иванович Шаховской (1688—1752), построил в Фёдоровском новую церковь Святителя Николая.
Дошедший до наших дней храм иконы Божией Матери «Всех скорбящих Радость» был построен в 1768 году, когда владельцем села был князь Петр Алексеевич Шаховской (1724—1791).
В 1797 году в селе произошёл бунт. Крестьяне села хотели перейти на трёхрублёвый оброк. С помощью военных бунт был подавлен.
В XIX веке село Фёдоровское перешло к потомкам математика Леонарда Эйлера. Усадьба Эйлеров сохранилась до наших дней.

## Достопримечательности

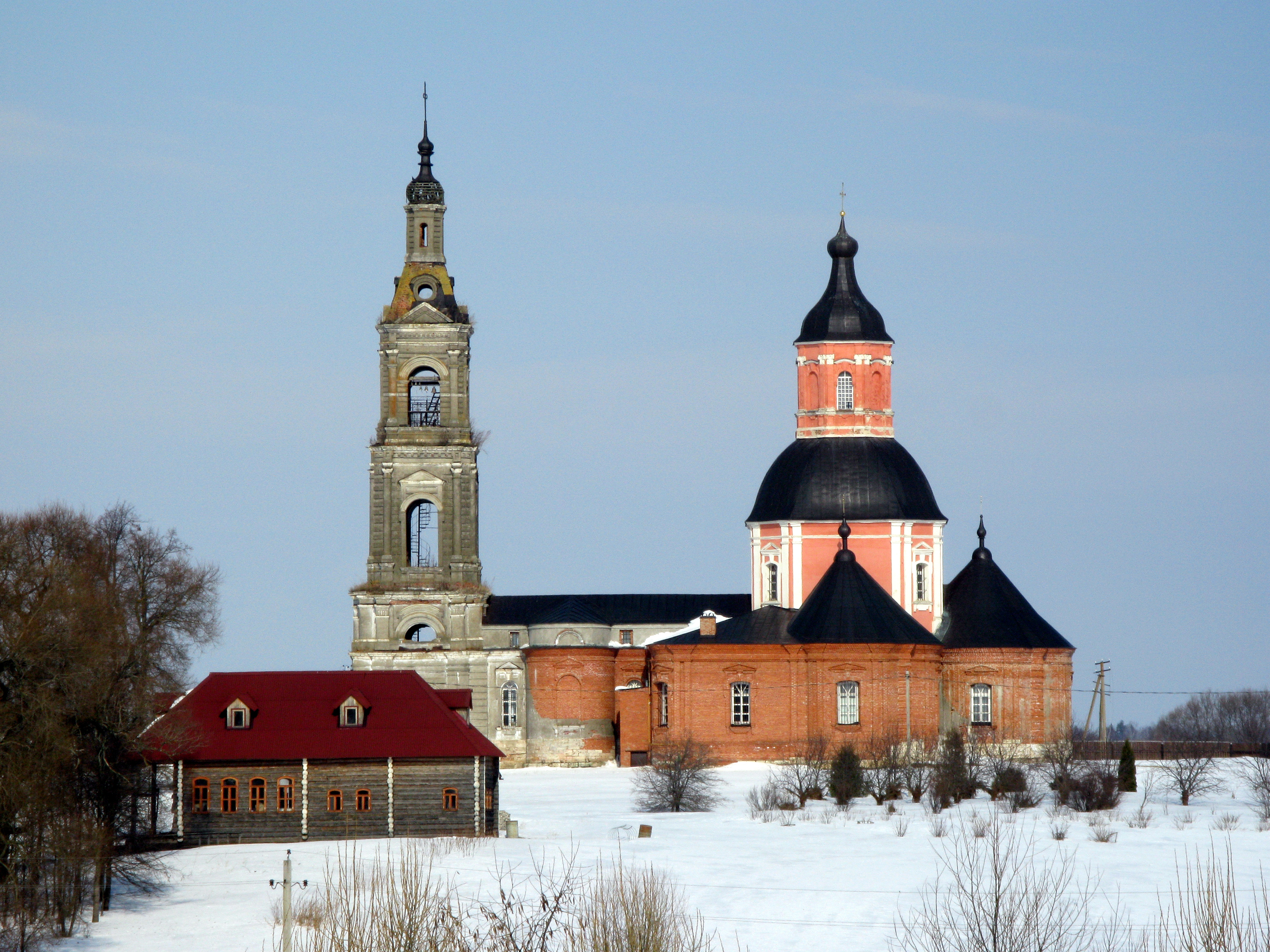
Скорбященский храм

В селе Фёдоровское расположен храм иконы Божией Матери «Всех скорбящих Радость», построенный в 1762—1768 годах. В настоящее время в здании церкви ведутся восстановительные работы. Церковь Всех Скорбящих Радости в селе Фёдоровское имеет статус памятника архитектуры.
В селе расположена усадьба Эйлеров «Фёдоровское». Господский дом усадьбы находится в неудовлетворительном состоянии. Усадьба имеет статус памятника архитектуры.